# Kongens fødselsdag 1959
Kongens fødselsdag 1959 er en dansk dokumentarfilm fra 1959 med ukendt instruktør.

## Handling
Farvefilmsreportage fra kong Frederik 9.'s 60 års fødselsdag i 1959: I kareter kører den kongelige familie fra Christianborg Slotsplads over Højbro Plads og Kongens Nytorv tilbage til Amalienborg. Fotografer springer hid og did for at få gode billeder. Livgarden i galla ses i Kristen Bernikowsgade på vej til Amalienborg. Parade på slotspladsen. Kongefamilien kommer på balkonen, og kongen udråber et leve for Danmark. Nærbilleder af folk på slotspladsen.